# Cooperative librarie universitarie
Le cooperative librarie universitarie sono organizzazioni in forma cooperativa nate in ambito universitario per la gestione di librerie specializzate ed attività editoriale di testi, soprattutto con valenza didattica, preparati dai docenti o spontanee raccolta di appunti tratti dalle lezioni.

## La fase delle fondazioni
Intorno agli anni '60 l'organismo rappresentativo degli studenti universitari Unuri promosse la fondazione di numerose cooperative (una per ateneo) raggruppate in un consorzio, detto Cunicle. Riuscì ad ottenere anche lo stanziamento da parte del ministero della pubblica Istruzione di appositi fondi, al fine di dotare le cooperative di macchinari di stampa per l'autoproduzione di dispense.
Il Cunicle promosse corsi per la formazione di dirigenti delle predette cooperative e si lanciò in ambiziosi programmi editoriali, sullo stile delle University press del mondo anglosassone
La successiva crisi del '68 portò alla fine della rappresentanza studentesca e determinò la fine anche del Cunicle come organizzazione unitaria.

## Le cooperative
Tra le cooperative si ricordano, ad esempio, la CLUSF di Firenze e la CLUEB di Bologna.

## Situazione attuale
Le cooperative librarie sono presenti in molti atenei, ma spesso il collegamento con gli organismi rappresentativi studenteschi unitari per diventare espressione dell'una o dell'altra associazione.